# آلتان دبتر
آلتان دبتر (به مغولی: Алтан Дэвтэр) یا دفتر زرّین نام کتاب تاریخ کهن مغول بوده‌است که امروزه در دست نیست. می‌نماید که خواجه رشیدالدین فضل‌الله -پزشک و وزیر دربار ایلخانیان- بدان دسترسی داشته و در نگارش بخش تاریخ مغول کتاب خود -جامع‌التواریخ رشیدی- از آن بهره برده باشد.
اصل این کتاب به خط و زبان مغولی بوده‌است و در گنجینهٔ مغول‌ها نگهداری شده و تودهٔ مردم بدان دسترسی نداشتند. خواجه رشیدالدین به دستور و اجازهٔ غازان خان توانست از آن در جایگاه منبع تاریخ مغول سود برد.
همچنین ترجمهٔ چینی این کتاب با نام جنگ‌های چنگیز خان برجای مانده‌است. پاره‌ای بر این باورند که کتاب تاریخ سری مغول نیز -که پیرامون ۱۲۴۰ در مغولستان نوشته شده- نیز بر پایهٔ این کتاب نگاشته‌شده‌باشد.